# Рамићи (Бања Лука)
Рамићи су насељено мјесто на подручју града Бање Луке, Република Српска, БиХ. Ово насељено мјесто припада мјесној заједници Драгочај.
Овдје се налази Црква Светог пророка Илије (Рамићи).

## Историја
Рамићи су 1892. године са још 11 села припадали Бистричкој парохији, чији је парохијски дом био у средини места Бистрице. У Рамићима је тада записано 18 кућа са 236 православних душа.

## Становништво
|             | 2013.          | 1991.          | 1981.          | 1971.        |
| Укупно      | 1 757 (100,0%) | 1 035 (100,0%) | 1 015 (100,0%) | 903 (100,0%) |
| Срби        | 1 702 (96,87%) | 633 (61,16%)   | 583 (57,44%)   | 605 (67,00%) |
| Хрвати      | 25 (1,423%)    | 344 (33,24%)   | 330 (32,51%)   | 294 (32,56%) |
| Неизјашњени | 22 (1,252%)    | –              | –              | –            |
| Југословени | 3 (0,171%)     | 42 (4,058%)    | 92 (9,064%)    | –            |
| Непознато   | 2 (0,114%)     | –              | –              | –            |
| Словенци    | 1 (0,057%)     | –              | 1 (0,099%)     | –            |
| Украјинци   | 1 (0,057%)     | –              | –              | –            |
| Остали      | 1 (0,057%)     | 16 (1,546%)    | 8 (0,788%)     | 1 (0,111%)   |
| Бошњаци     | –              | –              | 1 (0,099%)1    | 3 (0,332%)1  |

1. 1 На пописима од 1971. до 1991. Бошњаци су пописивани углавном као Муслимани.